# Raciberk
Raciberk (též Raziberg nebo Ratzenberg, původně Hradec, Na Hradci) je pravěké hradiště na stejnojmenném vrchu jihovýchodně od Boletic u Kájova v okrese Český Krumlov v Jihočeském kraji. Pozůstatky hradiště jsou chráněny jako kulturní památka.

## Historie
Podle archeologických nálezů byla plocha hradiště poprvé osídlena ve střední době bronzové. Většina artefaktů pochází z pozdní doby halštatské a časné doby laténské. Osídlení zde dále bývalo v pozdní době laténské a v raném středověku. Opevnění nebylo archeologicky zkoumáno, ale předpokládá se, že viditelné zbytky byly postaveny v době halštatské.
Menší archeologický výzkum na hradišti vedla Eva Soudská. Zkoumala terénní útvar považovaný za mohylu. Uvnitř nenalezla žádné lidské ostatky, takže je možné, že vzhledem k poloze v těsné blízkosti valu nějak souvisel s opevněním.

## Stavební podoba
Staveništěm hradiště se stala vrcholová část kopce Raciberk (658 metrů), který se nachází v Šumavském podhůří. Hradiště je jednodílné a má oválný půdorys s rozměry 110 × 80 metrů. Opevněná plocha měří 0,75 hektaru. Chrání ji tři metry široký vnější příkop a val, který je nejlépe zachovaný na východní straně, kde se pravděpodobně nacházel vstup do hradiště. Val je zde až tři metry vysoký. Převýšení valu na vnitřní straně je přibližně jeden metr.